# 최진봉 (정치인)
최진봉(崔震奉, 1955년 1월 18일~)은 대한민국의 교육인 출신의 정치인으로, 제39·40대 부산 중구청장이다. 경상남도 사천시 출생이다.
제5·6·7대 부산광역시 중구의원을 지냈다. 2018년 전국동시지방선거 부산 중구청장 선거에 출마했으나 낙선하였다. 이후 2020년 재보궐선거에서 부산 중구청장에 당선되었으며, 2022년 선거에서 재선되었다.

## 학력
- 용현국민학교 졸업
- 용남중학교 졸업
- 용남고등학교 졸업
- 동의대학교 행정학과 학사

### 비학위 수료
- 동의대학교 대학원 정치학 석사
- 동의대학교 대학원 정치학 박사과정 수료

## 경력
- 한나라당 부산시당 중구·동구 지구당 부위원장
- 제8대 새마을운동 부산광역시 중구지회 지회장
- 제9대 새마을운동 부산광역시 중구지회 지회장
- 한국자유총연맹 부산광역시 중구지회 지회장
- 부산광역시 중구 사회복지관 운영위원장
- 부산광역시 중구 생활체육협의회 부회장
- 2006. 7.~2010. 6. 제5대 부산광역시 중구의회 의원
- 2006. 7.~2008. 7. 제5대 부산광역시 중구의회 전반기 예산결산특별위원회 위원
- 2008. 7.~2010. 6. 제5대 부산광역시 중구의회 후반기 부의장
- 2008. 7.~2010. 6. 제5대 부산광역시 중구의회 후반기 예산결산특별위원회 위원
- 2010. 7.~2014. 6. 제6대 부산광역시 중구의회 의원
- 2010. 7.~2012. 7. 제6대 부산광역시 중구의회 전반기 복지도시위원회 위원
- 2010. 7.~2012. 7. 제6대 부산광역시 중구의회 전반기 예산결산특별위원회 위원
- 2012. 7.~2014. 6. 제6대 부산광역시 중구의회 후반기 의장
- 2014. 7.~2018. 6. 제7대 부산광역시 중구의회 의원
- 2014. 7.~2016. 7. 제6대 부산광역시 중구의회 전반기 운영자치위원회 위원
- 2014. 7.~2016. 7. 제6대 부산광역시 중구의회 전반기 복지도시위원회 위원
- 2014. 7.~2016. 7. 제6대 부산광역시 중구의회 전반기 예산결산특별위원회 위원장
- 2016. 7.~2018. 6. 제7대 부산광역시 중구의회 후반기 의장
- 2016. 9.~2018. 6. 부산시 구·군의회 의장협의회 회장
- 2016. 11.~2018. 6. 전국 시·군 자치의회 의장협의회 부회장
- 2017. 11.~2018. 6. 여의도연구원 부산시 정치발전위원장
- 2020. 4.~2022. 6. 제39대 부산광역시 중구청장
- 2022. 7.~2026. 6. 제40대 부산광역시 중구청장
- 2024. 6.~ 부산광역시 구청장군수협의회 회장
- 2024. 11.~2024. 12. 대한민국시장·군수·구청장협의회 공동회장
- 2024. 12.~ 대한민국시장·군수·구청장협의회 감사

## 수상
- 2017 대한민국 참봉사인 대상 올해의 인물
- 2018 전국시군구자치구의회의정협의회 지방의정봉사상
- 2018 도전한국인 지방의회 대상 지방의회업적 종합 분야
- 2018 6·13지방선거 시민유권자운동본부 6·13지방선거 좋은 후보

## 역대 선거 결과
|  | 36.09% |

|  | 15.87% |

|  | 19.94% |

|  | 12.98% |

|  | 43.67% |

|  | 48.14% |

|  | 64.88% |